# Boris Iordan
Boris Michajłowicz Iordan, ros. Борис Михайлович Иордан (ur. w 1888 w Dźwińsku w Rosji, zm. 20 lipca 1956 w Concord w USA) – rosyjski wojskowy (pułkownik), szef sztabu 1 brygady Rosyjskiego Korpusu Ochronnego podczas II wojny światowej, emigracyjny działacz wojskowy i kombatancki.

## Życiorys
Ukończył Korpus Paziów w Petersburgu. Od 1907 r. służył w lejbgwardii cesarskiego pułku ułańskiego. W 1914 r. ukończył 2 klasy nikołajewskiej szkoły kawaleryjskiej.
Brał udział w I wojnie światowej w szeregach macierzystego pułku. W połowie 1915 r. w stopniu kapitana został przeniesiony do sztabu generalnego armii rosyjskiej. Od 1916 r. służył jako starszy adiutant w sztabie samodzielnej gwardyjskiej dywizji kawalerii, a następnie w 3 gwardyjskiej dywizji kawalerii. W 1917 r. został p.o. szefa sztabu gwardyjskiego korpusu kawalerii. W 1918 r. przystąpił do białych. Objął funkcję zastępcy gen. Abrama M. Dragomirowa. Od początku 1919 r. był szefem sztabu 2 dywizji kawalerii, zaś od jesieni tego roku – V korpusu kawalerii.
Po ewakuacji wojsk białych z Krymu do Gallipoli w listopadzie 1920 r., zamieszkał w 1922 r. w Suboticy. Był starostą emigracyjnej organizacji "Russkij sokoł".
Po ataku wojsk niemieckich na Jugosławię i jej kapitulacji w kwietniu 1941 r., wstąpił wraz z synem do nowo formowanego Rosyjskiego Korpusu Ochronnego. Początkowo służył w sztabie. 11 maja 1942 r. został szefem sztabu 1 brygady.
Po zakończeniu wojny zamieszkał w Salzburgu. W latach 1948–1949 był szefem 2 oddziału Rosyjskiego Związku Ogólnowojskowego (ROWS). Na początku lat 50. wyjechał do USA, gdzie stanął na czele oddziału ROWS w Nowym Jorku. Działał też w Zrzeszeniu Lejbgwardii Pułku Ułańskiego i Korpusu Paziów. Zmarł 20 lipca 1956.